# Tuyau en grès

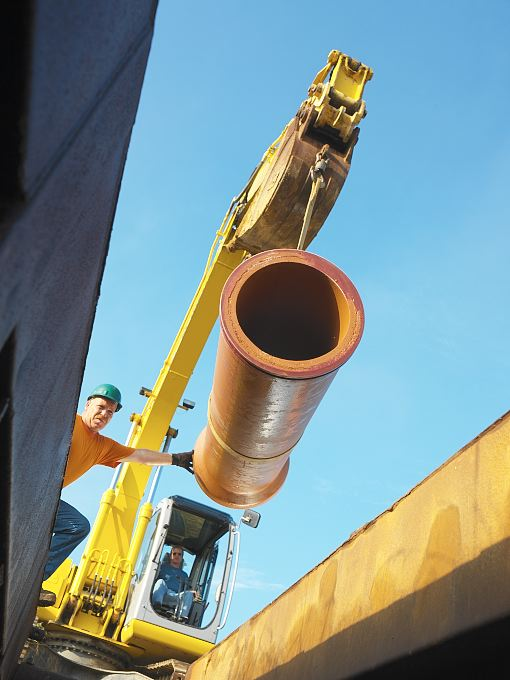
Tuyau Bell & Spigot fabriqué aux États-Unis posé dansune fouille.

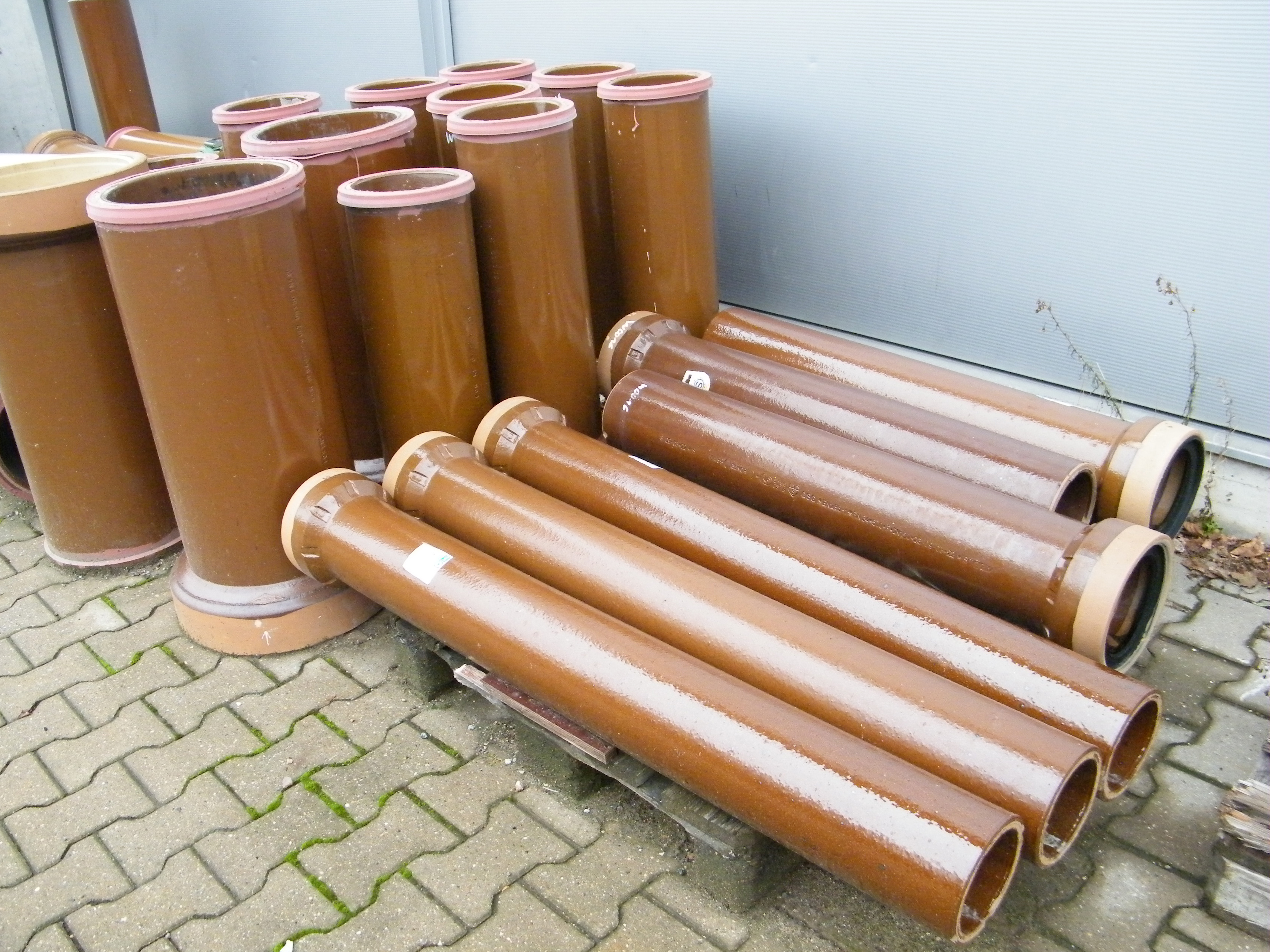
Tuyaux en grès fabriqués en UE

Un tuyau en grès (anglais : Vitrified clay pipe, VCP) est un tuyau fabriqué à partir d'un mélange d'argile et de shale qui a été soumis à une température élevée pour obtenir une vitrification, ce qui donne une céramique dure et inerte.
Le tuyau en grès est couramment utilisé dans les conduites de collecte des égouts gravitaires en raison de sa longue durée de vie et de sa résistance à presque toutes les eaux usées domestiques et industrielles, en particulier l'acide sulfurique généré par le sulfure d'hydrogène, un composant courant des eaux usées. Seuls l'acide fluorhydrique et les déchets caustiques hautement concentrés sont connus pour attaquer le tuyau en grès. Ces déchets ne seraient pas autorisés à être rejetés dans un système municipal de collecte des eaux usées sans un prétraitement adéquat.
Le tuyau d'argile est utilisé dans les réseaux d'égouts sanitaires depuis au moins 5 000 ans.

## Production
Le tuyau en grès est fabriqué en mettant en forme de l'argile puis en le chauffant à 1100°C. Le tuyau est ensuite vitrifié. Dans certaines zones, le tuyau est ensuite verni pour s'assurer qu'il sera étanche à l'eau.

## Avantages
Les produits tuyau en grès utilisent l'argile comme un composant majeur dans sa production, ce qui rend ses matières premières respectueuses de l'environnement. Le processus de fabrication a été affiné pendant des siècles et a été conçu pour être fiscalement responsable, avec l'avantage supplémentaire d'être respectueux de l'environnement. Mais le principal avantage (à la fois environnemental et fiscal) de l'utilisation du tuyau en grès dans les égouts sanitaires est sa longue durée de vie,.
Les débordements d'égouts sanitaires (en) (Sanitary Sewer Overflows, SSO) sont devenus un sujet de préoccupation pour l'US EPA et donc une responsabilité potentielle très importante pour les municipalités, le nettoyage des égouts pour l'évaluation de l'état et l'entretien est devenu un facteur critique dans la conception du système. Le tuyau en thermoplastique flexible limite les outils disponibles pour ce nettoyage car ils sont plus facilement endommagés. Le tuyau en grès permet des méthodes de nettoyage agressives qui prolongent la durée de vie d'une conduite d'égout et éliminent fréquemment le besoin de fouilles coûteuses.
De plus, la résistance de tuyau en grès à une grande variété d'acides en plus de l'acide fluorhydrique en fait un choix durable pour une utilisation dans les égouts.

## États-Unis
Il existe trois principaux types de tuyaux en grès produits aux États-Unis : les tuyaux Bell & Spigot (avec joints de compression appliqués en usine), les tuyaux Band-Seal (avec raccords à compression en caoutchouc) et les tuyaux NO-DIG (R) (pour une installation sans tranchée avec un joint élastomère et collier en acier inoxydable pour un joint de compression à profil bas). Tous les tuyaux en grès fabriqués aux États-Unis doivent être conformes à la norme ASTM C425 pour fournir un joint flexible sans fuite.